# ローレンシウム
ローレンシウム(Lawrencium)は、元素記号Lr、原子番号103番の元素である。多くの人工放射性元素の発見に寄与したシンクロトロンの発明者であるアーネスト・ローレンスの名前に因んで名付けられた。7番目の超ウラン元素で、アクチノイド系列の最後の元素である。原子番号100以上の全ての元素と同様に、ローレンシウムは、より元素の軽い荷電粒子を加速器中で標的に照射することでのみ合成される。14の同位体が知られており、最も安定な266Lrの半減期は11時間であるが、より短命（半減期2.7分）だが大量合成が可能な260Lrが最も一般的に用いられている。
化学実験により、ローレンシウムは、ルテチウムの重いホモログとしての挙動を示し、3価の元素であることが確認された。第7周期の遷移金属にも分類されるが、その電子配置は、周期表上の位置からすると異常で、ルテチウムのs2d配置とは異なるs2p配置となる。これは、周期表の位置から予測されるよりも揮発性が高く、その値は鉛に匹敵することを意味する。
1950年代から1970年代に、ソビエト連邦及びアメリカ合衆国の研究所から、ローレンシウム合成の多くの主張があった。元素の発見の優先権、命名権がソビエト連邦とアメリカ合衆国の研究者の間で論争となり、当初、国際純正・応用化学連合(IUPAC)は、アメリカのチームを発見者としてローレンシウムを正式名称としたが、この決定は1997年に撤回され、両チームが発見の栄誉を分け合うが、元素の名前は変えないことが決定された。

## 歴史

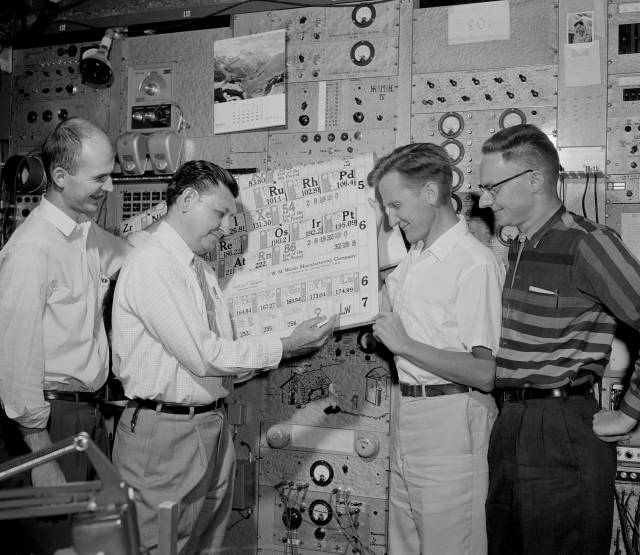
1961年4月、周期表の103番元素の位置に"Lw"と書き込み、周期表を更新するギオルソ。共同発見者の、左からラティマー、シッケランド、ラーシュが見守っている。

1958年、ローレンス・バークレー国立研究所の研究者が、現在はノーベリウムと呼ばれている102番元素の発見を主張した。同時に、彼らは同じキュリウム標的に窒素14イオンを照射して103番元素の合成も試みた。崩壊エネルギー9±1 MeV、半減期約0.25秒の18の飛跡が記録され、バークレーのチームは、この飛跡の原因が103番元素の生成の可能性もあるが、他の可能性も除外できないと述べた。このデータは、後に発見された 257Lrのデータ (アルファ崩壊エネルギー 8.87 MeV、半減期 0.6 秒)と合理的なレベルで一致しているが、この実験で得られた証拠は、103番元素の合成を決定的に証明するのに必要な強度にはほど遠いものであった。標的が破壊されてしまったため、この実験のフォローアップは行われなかった。1960年に、同研究所は、252Cf標的に10Bと11Bを照射して元素を合成する実験を試みたが、この実験の結果も決定的なものとはならなかった。
103番元素の合成に関する最初の重要な成果は、バークレーにおいて、アルバート・ギオルソ、トールビョルン・シッケランド、アルモン・ラーシュ、ロバート・ラティマーらにより、1961年2月14日に行われた。ローレンシウムの最初の原子は、重イオン線形加速器(HILAC)を用いて、カリホルニウムの3つの同位体を含む3mgの標的にホウ素10及びホウ素11の原子核を照射して合成されたと報じられている。バークレーのチームは、このような方法で同位体257103を検出し、半減期8±2秒で8.6 MeVのアルファ粒子を放出して崩壊したと報告しているが、検出されたような性質は257Lrではなく258Lrが持つことが示され、この同定は後に258103に訂正された。
これは当時、103番元素合成の説得力のある証拠であると考えられた。質量の同定についてはあまり確実ではなく、後に誤りであったことが証明されたが、103番元素が合成されたことを支持する議論には影響しなかった。ドゥブナの研究者は、いくつかの批判を提起したが、1つを除き全てが適切に回答された。唯一の例外は、標的中で最も豊富な同位体であった252Cfが10と反応すると、258Lrが生成するのは、4つの中性子を放出する時のみであり、3つの中性子の放出は、4つや5つの放出よりもずっと起こりにくいと考えられることであった。これは、生成曲線の幅が狭くなることを意味するが、バークレーのチームから報告されたものは、幅が広かった。これに対する可能な説明は、103番元素に起因するイベントの数が少なかったということである。証拠は完全に確信できるものではなかったが、これは、103番元素の間違いない発見に至る重要な中間段階であった。バークレーのチームは、サイクロトロンの発明者であるアーネスト・ローレンスの名前に因み、ローレンシウム（元素記号"Lw")という元素名を提案した。IUPACの無機化学命名法委員会は、この名前を承認したが、記号は"Lr"に変更した This acceptance of the discovery was later characterized as being hasty by the Dubna team.。
252
98Cf + 11
5B → 263
103Lr* → 258
103Lr + 5 n
103番元素の合成に関するドゥブナの最初の成果は、1965年で、彼らは、243Am標的に18Oを照射して、256103を合成し、孫娘核252から間接的に同定したと報告した。恐らくバックグラウンドのイベントのために、彼らが報告した半減期は長すぎたが、1967年に同じ反応から、8.35-8.50 MeVと8.50-8.60 MeVの2つの崩壊エネルギーを同定し、これらを256103と257103に割り当てた。この実験は追試されたが、半減期8秒でアルファ崩壊する粒子を257103に割り当てることは確認できなかった。ロシア側は、1967年に「ラザホージウム」という名前を提案し、この名前は後にバークレーからも104番元素の名前として提案された。
243
95Am + 18
8O → 261
103Lr* → 256
103Lr + 5 n
1969年にはドゥブナ、1970年にはバークレーでさらなる実験が行われ、新しい元素がアクチノイドの性質を持つことが示された。そこで、1970年までに、103番元素は最後のアクチノイドであることが知られるようになった。1970年、ドゥブナのグループは、半減期20秒、アルファ崩壊エネルギー8.38 eVの255103の合成を報告した。しかし、カリフォルニア大学バークレー校のチームが、原子番号255から260のローレンシウム同位体の一連の各崩壊特性を測定する実験に成功し、バークレーのチームが当初258103を257103と誤同定していたことを除く、これ以前のドゥブナとバークレーの全ての実験結果が正しかったと確かめられたのは、1971年になってからだった。その後、1976年と1977年に 258103から放出されるX線のエネルギーが測定され、最終的に全ての疑義が払拭された。

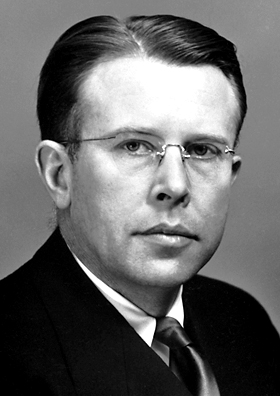
この元素は、アーネスト・ローレンスの名前に因んで命名された。

1971年、IUPACは、元素の存在に関する理想的なデータがなかったにもかかわらず、ローレンス・バークレー研究所をローレンシウムの発見者として認定した。しかし1992年、IUPACのトランスフェルミウム作業部会(TWG)は、1961年のバークレーにおける実験は、ローレンシウム発見への重要な一歩となったが、完全な確定には至らず、一方、1965年、1968年、1970年のドゥブナにおける実験は、必要な信頼レベルにかなりのところまで接近したが、1971年のバークレーにおける実験において、これ以前の観測を明確に確定し、最終的に103番元素の発見を完全に信頼できるものにしたと結論付け、ドゥブナとバークレーの各チームを公式に共同発見者と認めた。「ローレンシウム」という名前については、この時点でも長い間使われていたためそのままにすることとなり、1997年8月にジュネーヴで行われたIUPACの会議において、ローレンシウムという名前とLrという記号が正式に承認された。

## 特徴

### 物理的特徴
ローレンシウムは、最後のアクチノイドである。一般的に、スカンジウム、イットリウム、ルテチウムとともに第3族元素と考えられ、f殻が埋まっていることで、第7周期の遷移金属と似た性質を示すと予測されるが、この点についてはいくつかの議論がある。周期表上では、左にアクチノイドのノーベリウム、右に6d遷移金属のラザホージウムがある。また、上には多くの物理的、化学的性質を共有するランタノイドのルテチウムがある。ルテチウムと同様に、標準状態では固体で、六方最密充填構造(c/a = 1.58)を取ると予測されるが、実験的には未だ確かめられていない。昇華エンタルピーは、ルテチウムの値と近い352 kJ/molと推定され、金属ローレンシウムは、3つの電子が非局在化した3価であると強く示唆している。この予測は、近隣の元素からルテチウムまで、蒸発熱、体積弾性率、ファンデルワールス半径の値を外挿することでも支持される。このことにより、2価であることが知られている後期アクチノイドのフェルミウムやメンデレビウム、また2価であると予測されているノーベリウムとは異なっている。推定蒸発熱は、ローレンシウムが後期アクチノイドの傾向から逸脱し、その代わり第3族元素としてのローレンシウムの解釈と一致し、後に続く6d元素であるラザホージウムやドブニウムの傾向と一致することを示す。最後のアクチノイドをノーベリウムとし、ローレンシウムは第7周期の最初の遷移金属であると考える研究者もいる。
具体的には、ローレンシウムは、3価の銀色の金属で、空気や蒸気、酸により容易に酸化し、ルテチウムと似た原子体積を持ち、3価金属の半径は171 pmと予測される。また、密度が約14.4 g/cm3の重金属と予測される。さらに、融点は約1900 Kで、ルテチウムの値(1925 K)と近いと予測される。

### 化学的特徴

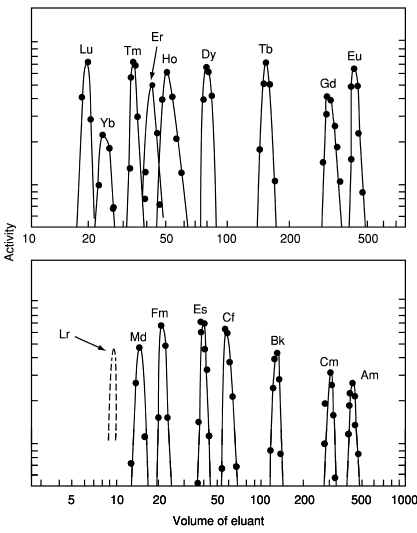
3価のランタノイド及びアクチノイドのα-ヒドロキシイソ酪酸アンモニウムを用いた溶出の様子。ローレンシウムの位置で曲線が壊れることが予測される。

1949年、アクチノイドの概念を構築したグレン・シーボーグは、103番元素は最後のアクチノイドとなり、水溶液中のLr3+イオンはLu3+イオンと同程度の安定性となると予測した。103番元素が実際に合成され、この予測が実験的に確認されたのは、数十年後のことであった。
1969年、ローレンシウムが塩素と反応し、三塩化物LrCl3である可能性が高い物質を形成することが示された。揮発性は、キュリウム、フェルミウム、ノーベリウムの塩化物と同程度で、ラザホージウムの塩化物よりずっと低かった。1970年、1500原子のローレンシウムを用いて化学実験が行われ、2価（ノーベリウム、バリウム、ラジウム）、3価（フェルミウム、カリホルニウム、キュリウム、アメリシウム、アクチニウム）、4価（トリウム、プルトニウム）の元素との比較が行われた。ローレンシウムは3価のイオンと共抽出されたが、256Lrの半減期が短いため、Md3+より先に溶出したことは確認できなかった。溶液中では、3価のLr3+イオンになるため、その化合物は他の3価のアクチノイドと似る。例えば、フッ化ローレンシウム(III)や水酸化ローレンシウム(III)は水に溶けない。アクチノイド収縮のため、Lr3+のイオン半径は、Md3+よりも小さくなるはずであり、α-ヒドロキシイソ酪酸アンモニウムを溶離剤として用いると、Md3+より先に溶出するはずである。長寿命の260Lrを用いた1987年の実験で、ローレンシウムが3価であることやエルビウムとほぼ同じ溶出傾向を持つことが確認された。また、イオン半径は、周期表上の傾向からの単純な外挿から予測されるよりも大きく、88.6±0.3 pmであることが分かった。1987 年の長寿命同位体260Lrを用いた実験では、ローレンシウムが3価であることとエルビウムとほぼ同じ場所で溶出することが確認され、ローレンシウムのイオン半径は 88.6±0.3 pm であり、周期的な傾向からの単純な外挿から予想されるよりも大きいことがわかった。翌1988年の実験では、イオン半径はより正確に88.1±0.1 pmとされ、水和エンタルピーは-3685±13 kJ/molと計算された。また、アクチノイド系列末端でのアクチノイド収縮は、最後のアクチノイドであるローレンシウムを除き、恐らく相対論効果のため、対応するランタノイド収縮よりも大きいことが明らかとなった。
7s電子は相対論的に安定化していると考えられ、そのため、還元環境下では、7p1/2電子のみがイオン化し、1価のLr+イオンが生成すると予測されている。しかし、ルテチウムと同様、水溶液中でLr3+をLr2+やLr+に還元する全ての実験は失敗した。これを基にして、E°(Lr3+ → Lr+)対の標準電極電位は、-1.56 V以下と計算され、水溶液中ではLr+が存在しないであろうことが示されている。E°(Lr3+ → Lr2+)対、E°(Lr3+ → Lr)対、E°(Lr4+ → Lr3+)対の上限値は、各々、-0.44 V、-2.06 V、+7.9 Vと予測されている。6d遷移系列の[[[酸化状態]]の安定性は、RfIV > DbV > SgVIと減少するが、ローレンシウムでもこの傾向は続き、LrIIIはRfIVよりも安定である。
折れ線形分子構造と予測される二水素化ローレンシウム分子(LrH2)では、二水素化ランタンとは異なり、ローレンシウムの6d軌道は結合において役割を果たさないと予測される。二水素化ランタンのLa-H結合長は2.158 Aであるが、二水素化ローレンシウムのLr-H長は、相対論的収縮と結合に関わる7s及び7p軌道の安定化のためにより短く、2.042 Aである。一般的に、LrH2及びLrH分子は、対応するランタノイド分子よりも、対応するタリウム分子（タリウムは、気相では、ローレンシウムの7s27p1と似た6s26p1の価電子配置を取る）に似ると予測される。Lr+とLr2+の電子配置は、各々7s2、7s1と予測される。しかし、ローレンシウムの3つ全ての価電子がイオン化し、少なくとも形式上Lr3+を与える分子種では、ローレンシウムは典型的なアクチノイド、また特にローレンシウムの最初の3つのイオン化エネルギーがルテチウムのものと似ていると予測されるため、ルテチウムの同族体として振る舞う。そのため、タリウムとは異なるがルテチウムと同様に、ローレンシウムは、LrHよりもLrH3を形成しやすい。また、LrCOは既知のLuCOと似ていると予測され、どちらの金属もσ2π1の価電子配置を取る。pπ-dπ結合はLuCl3、より一般的には全てのLnCl3と同様に、LrCl3でも見られると予測される。複合アニオン[Lr(C5H4SiMe3)3]-は、ローレンシウムの電子配置が6d1となると予測され、この6d軌道は、HOMOとなる。これは、対応するルテチウム化合物の電子構造のアナログである。

### 原子
ローレンシウムは、3つの価電子を持ち、5f電子は原子核にある。1970年、ローレンシウムの基底状態の電子配置は、構造原理に従って、[Rn]5f146d17s2（基底状態の項記号は2D3/2）であり、同族体であるルテチウムの[Xe]4f145d16s2とも合致すると予測された。しかし翌年、この予測に疑義を唱え、その代わり、[Rn]5f147s27p1という異常な電子配置を取るとする計算結果が公表された。初期の計算とは矛盾する結果が得られたが、より新しい研究や計算により、s2p電子配置の提案が確認されている。1974年の相対論効果の計算により、2つの電子配置のエネルギーの差は小さく、どちらが基底状態かははっきりしていない。1995年の計算では、球状のs軌道とp1/2軌道は原子核に最も近いため相対論的質量が大幅に大きくなるのに十分な速さで動くため、s2p電子配置がエネルギー的に有利であると結論付けた。
1988年、アイヒラーの率いる研究者のチームは、ローレンシウムの金属源への吸着エンタルピーは、これを利用してローレンシウムの電子配置を測定する実験を実施できるのに十分な電子配置依存性を持つと計算した。s2p電子配置は、s2d電子配置
よりも揮発性が高く、pブロック元素の鉛により似ていると予測された。ローレンシウムが揮発性であるという証拠は得られず、水晶や白金上へのローレンシウムの吸着エンタルピーの下限は、s2p電子配置に対する推定値よりもかなり高かった。

原子番号に対してプロットした第一イオン化エネルギー。ラザホージウムより上は予測値。ローレンシウムはこの値が非常に低く、fブロックよりもdブロックに適合する性質を持つ。

2015年、256Lrを用いて、ローレンシウムの第一イオン化エネルギーが測定された。測定された値は4.96+0.08-0.07 eVで、相対論理論からの予測値4.963(15) eVと非常によく一致しており、超アクチノイドの第一イオン化エネルギーを測定する第一歩となった。またこの値は、全てのランタノイド及びアクチノイドの中で最も低く、7p1/2電子は弱い結合のみと予測されていることから、s2p電子配置を支持する結果である。
fブロック元素では、一般に、周期表の左から右に行くほどイオン化エネルギーは高くなるため、この低い値は、ルテチウムとローレンシウムがfブロック元素ではなくdブロック元素であることを示唆し、従って、これらがランタンやアクチニウムではなく、実際には、スカンジウムやイットリウムの同族体であることを示している。いくつかのアルカリ金属に似た挙動も予測されるが、吸着実験からは、ローレンシウムはアルカリ金属のような1価ではなく、スカンジウムやイットリウムと同じ3価であることが示される。2021年には、実験的に、第2イオン化エネルギーの下限(>13.3 eV)が見いだされた。
現在は、s2pがローレンシウムの基底状態、ds2が低励起状態であることが知られており、励起エネルギーは、0.156 eV、0.165 eV、0.626 eV等と計算される。クロムや銅のように異常な電子配置を持つdブロック元素と考えられており、化学的挙動は、ルテチウムのアナログとしての予測と一致する。

## 同位体
質量数251-262、264、266の14の同位体が知られており、全てが放射性を持つ。また、質量数251と253の2つの核異性体が知られている。最も長寿命の同位体は266Lrで、半減期は約10時間であり、既知の最も長寿命な超重元素の同位体の1つとなっている。しかし、2014年に294Tsの崩壊鎖から発見された266Lrは、現在ではより重い元素の最終崩壊生成物としてしか合成できないため、化学実験には、より短寿命の同位体が用いられている。ローレンシウムの最初の化学実験では半減期27秒の256Lrが用いられ、現在では通常、半減期2.7分の260Lrがこの目的で用いられている。266Lrの次に長寿命の同位体は、264Lr（4.8+2.2-1.3時間）、262Lr（3.6時間）、261Lr（44分）である。その他の既知の全ての同位体は半減期が5分以下で、その中で最も短い251Lrの半減期は24.4ミリ秒である。ローレンシウムの同位体の半減期は、251Lrから266Lrまで滑らかに増加し、257Lrから259Lrまで落ちる。

## 合成と精製
ローレンシウムの同位体の大部分は、アクチノイド（アメリシウムからアインスタイニウム）を標的とし、軽いイオン（ホウ素からネオン）を照射して合成する。最も重要な2つの同位体である256Lrと260Lrは、各々、249Cfと70 MeVの11B（256Lrと3つの中性子が生成）、249Bkと18O（260Lrとアルファ粒子、3つの中性子が生成）により合成できる。最も重く長寿命の2つの同位体である264Lrと266Lrは、モスコビウムやテネシンに由来するドブニウムの崩壊生成物として、ずっと低収率で得られるだけである。
256Lrと260Lrはどちらも半減期が短すぎるため、化学的な精製過程を完了することができない。そのため、256Lrを用いた初期の実験では、キレート剤のテノイルトリフルオロアセトンを溶解したメチルイソブチルケトンを有機相、酢酸バッファー溶液を水相として、急速溶媒抽出法を用いた。その後、+2から+4の異なる電荷を持つイオンは、異なるpH範囲で有機相に抽出されるが、この方法は、3価のアクチノイド同士を分離することはできないため、256Lrは、8.24 MeVのアルファ粒子を放出することで識別する必要がある。

## 関連文献
- Audi, G.; Kondev, F. G.; Wang, M. et al. (2017). “The NUBASE2016 evaluation of nuclear properties”. Chinese Physics C 41 (3):  030001. Bibcode: 2017ChPhC..41c0001A. doi:10.1088/1674-1137/41/3/030001.
- Beiser, A. (2003). Concepts of modern physics (6th ed.). McGraw-Hill. ISBN 978-0-07-244848-1. OCLC 48965418
- Hoffman, D. C.; Ghiorso, A.; Seaborg, G. T. (2000). The Transuranium People: The Inside Story. World Scientific. ISBN 978-1-78-326244-1
- Kragh, H. (2018). From Transuranic to Superheavy Elements: A Story of Dispute and Creation. Springer Science+Business Media. ISBN 978-3-319-75813-8
- Silva, Robert J. (2011). “Chapter 13. Fermium, Mendelevium, Nobelium, and Lawrencium”. In Morss, Lester R.; Edelstein, Norman M.; Fuger, Jean. The Chemistry of the Actinide and Transactinide Elements. Netherlands: Springer. doi:10.1007/978-94-007-0211-0_13. ISBN 978-94-007-0210-3
- Zagrebaev, V.; Karpov, A.; Greiner, W. (2013). “Future of superheavy element research: Which nuclei could be synthesized within the next few years?”. Journal of Physics: Conference Series 420 (1):  012001. arXiv:1207.5700. Bibcode: 2013JPhCS.420a2001Z. doi:10.1088/1742-6596/420/1/012001. ISSN 1742-6588.